# Bernardo Faro
Bernardo Faro é uma aldeia de São Tomé e Príncipe, localiza-se no Distrito de Cantagalo, ilha de São Tomé, próxima às localidades de Claudino Faro e de Anselmo Andrade.